# Sangcharak (huyện)
Sangcharak là một huyện thuộc tỉnh Sar-e Pol, Afghanistan. Dân số thời điểm năm 1999 là 135,204 người.